# Postkontorsbyggnaden i Ny-Ålesund
Postkontorsbyggnaden i Ny-Ålesund är det gamla postkontoret i Ny-Ålesund på Spetsbergen i Svalbard. 
Postkontoret är öppet i samband med anlöp av kryssningsfartyg och är världens nordligaste postkontor.  Ny-Ålesund blev postställe 1925 och lades ned som sådant 1931. Det återupprättades som postkontor 1946 och har 30 000 besök per år.
Postkontorsbyggnaden byggdes på den plats den nu ligger någon gång mellan 1919 och 1925. Det är oklart om byggnaden är flyttad från gruvområdet eller om den ursprungligen byggdes på denna plats. Det antas att byggnaden användes som gruvarbetarbostad fram till 1929. Posttjänsten i Ny-Ålesund sköttes vid denna tid i den ursprungliga telegrafbyggnaden, vilken idag står mellan den kinesiske och den fransk-koreanske forskningsstationen. I perioden efter andra världskriget användes byggnaden som skola vintertid och som postkontor sommartid. Från 1958 och fram till nedläggningen av gruvdriften 1963 som en följd av det årets Kings Bay-olyckan, användes huset som familjebostad.
Efter nedläggningen av gruvdriften hölls postkontoret sporadiskt öppet på somrarna för turistverksamhetens skull, med försäljning av vykort och souvenirer. År 1993 fick postkontorsbyggnaden åter rollen som byns postkontor, men 2001 överfördes postfunktionen till byns nya administrationsbyggnad. Postkontorbyggnaden fick därefter rollen som säsongpostkontor med försäljning av vykort, frimärken och souvenirer för besökande kryssningsfartygsturister.